# Sandra Amurri
Sandra Amurri (Ascoli Piceno, 16 settembre 1957) è una giornalista, personaggio televisivo e opinionista italiana.

## Biografia
Giornalista professionista iscritta all'Ordine dal 15 gennaio 1991, inizia a scrivere sul mensile Historia edito da Cino Del Duca. Poi passa ad Epoca, Panorama, Sette, Corriere della Sera, La Repubblica ed infine l'Unità con la nuova direzione di Furio Colombo prima e di Antonio Padellaro poi, dove resta otto anni. Nel settembre 2009 contribuisce alla fondazione de Il Fatto Quotidiano diretto prima da Padellaro, poi dal 2015 da Marco Travaglio, per il quale diviene una delle firme principali. Dopo un lungo tira e molla, nel 2020 lascia il giornale dopo undici anni.
Ha partecipato come relatrice ad alcuni vertici nazionali antimafia della Fondazione Antonino Caponnetto. È consulente della Fondazione Francesca Morvillo e Giovanni Falcone. Ha scritto il libro L'Albero Falcone, libro che è stato acquistato dal Ministero di Grazia e Giustizia e dal Ministero della Pubblica Istruzione e distribuito nelle biblioteche delle scuole italiane. Ha scritto il capitolo "Confesso che ho creduto" nel libro a più mani "Io Gioco Pulito" di Antonio Padellaro.
Alle elezioni politiche in Italia del 2013 è candidata al Senato nella lista Rivoluzione Civile di Antonio Ingroia, non risultando eletta.

## Televisione
Ha realizzato assieme al collega Francesco La Licata speciali su mafia, politica e malaffare in onda su Rai 2 ed è stata ospite dei programmi L'ultima parola (Rai 2) e La gabbia (La7) di Gianluigi Paragone, Agorà di Andrea Vianello, #Cartabianca. Tra gli speciali realizzati vi sono la storia di Giovanni Falcone e di Paolo Borsellino e storia della Camera dei Deputati. Tra le sue interviste esclusive si ricordano quelle a Yasser Arafat, Madre Teresa di Calcutta, la sua succeditrice Madre Nirmala, Louis Freeh, capo dell'FBI e il Presidente del Venezuela Hugo Chávez.
Dal 2020 al 2023 è ospite ricorrente e inviata di Non è l'Arena di Massimo Giletti, con cui ha collaborato anche nella realizzazione degli speciali su Cosa Nostra Abbattiamoli (2021), Corleone il potere e il sangue del regista francese Mosco Lévi Boucault e Fantasmi di mafia (2022). Nel 2024 segue Giletti a Lo stato delle cose su Rai 3.

## Controversie
- Il 4 aprile 2005 la prima sezione civile del Tribunale di Roma l'ha condannata assieme a Furio Colombo al pagamento di 49mila euro[13] per l'articolo del 14 maggio 2002 titolato "Quell'ispettore dai rapporti « inopportuni »"[14]. Più tardi, il 12 marzo 2015 la terza sezione civile deposita la sentenza con la quale il ricorso viene accolto[15].
- Il 16 maggio 2008, nuovamente il Tribunale di Roma la condanna con Colombo al risarcimento dei danni[13], nei confronti del senatore Antonio D'Alì, per l'articolo del 27 ottobre 2007 titolato "Trapani: vento, appalti e manette all'ombra dell'America's Cup"[16].
- Venne sanzionata con una censura dall'Ordine dei Giornalisti delle Marche[13] per un articolo pubblicato sul Fatto Quotidiano del 5 dicembre 2010: compariva un'intercettazione con una frase del mafioso Giovanni Risalvato, uomo di fiducia di Matteo Messina Denaro: «So che lo fai con tutto il cuore, però mi può aiutare D'Alì».
- Il 30 aprile 2012 è stata condannata in primo grado per diffamazione a mezzo stampa di un magistrato, già in servizio presso la Procura di Firenze, per l’articolo pubblicato su l’Unità (prima del fallimento dell'editore) in data 3 dicembre 2006 dal titolo "Patacche e rimborsi d’oro: il ‘teatro’ di Scaramella"[17][18]. A distanza di tanti anni non si è giunti ancora al grado di appello.
- Nel giugno del 2017 il Tribunale di Palermo la condanna a risarcire per diffamazione l'ex governatore Salvatore Cuffaro, per aver inserito nel testo di una intervista a Maria Antonietta Aula, ex moglie dell'on. Tonino D'Alì, una "falsa notizia su una inesistente partecipazione dell'ex presidente della Regione Siciliana al matrimonio della sorella di Matteo Messina Denaro, Rosalia, con Filippo Guttadauro"[19][20].
- Nell’estate del 2023, dopo la chiusura improvvisa di Non è l’Arena, viene indagata insieme a Massimo Giletti per diffamazione dalla Procura di Terni dopo una denuncia presentata dal boss Giuseppe Graviano.[21]

## Pubblicazioni
- Sandra Amurri (a cura di), L'albero Falcone, in Fondazione Giovanni e Francesca Falcone, Palermo, 1992, SBN CFI0213294.
- Sandra Amurri, Confesso che ho creduto, in Antonio Padellaro (a cura di), Io Gioco Pulito, Milano, Baldini Castoldi Dalai, 2009, SBN UBO3612825.
- Marchionnemente: le firme del Fatto raccontano il tramonto della Fiat, Roma, Il Fatto Quotidiano, 2012, SBN UBO3921968.
- Diciannove Luglio 1992- diciannove luglio 2012 : Due anni di stragi, vent'anni di trattativa, Roma, Editoriale Il Fatto, 2012, SBN RMS2547558.